# Чумлакі
Чумлакі (груз. ჩუმლაყი) — село в Грузії.
За даними перепису населення 2014 року в селі проживає 3651 особа.